# Eddie Jordan (basket-ball)
Pour les articles homonymes, voir Jordan et Eddie Jordan (homonymie).
Edward Montgomery « Eddie » Jordan, né le 29 janvier 1955, à Washington, est un joueur et entraîneur américain de basket-ball. Il évoluait au poste d'arrière.

## Palmarès
- Champion NBA en 1982 avec les Los Angeles Lakers.

## Pour approfondir
- Liste des joueurs de NBA avec 9 interceptions et plus sur un match.